# Sloanea rhodantha
Sloanea rhodantha là một loài thực vật có hoa trong họ Côm. Loài này được (Baker) Capuron miêu tả khoa học đầu tiên năm 1972.